# Termidor

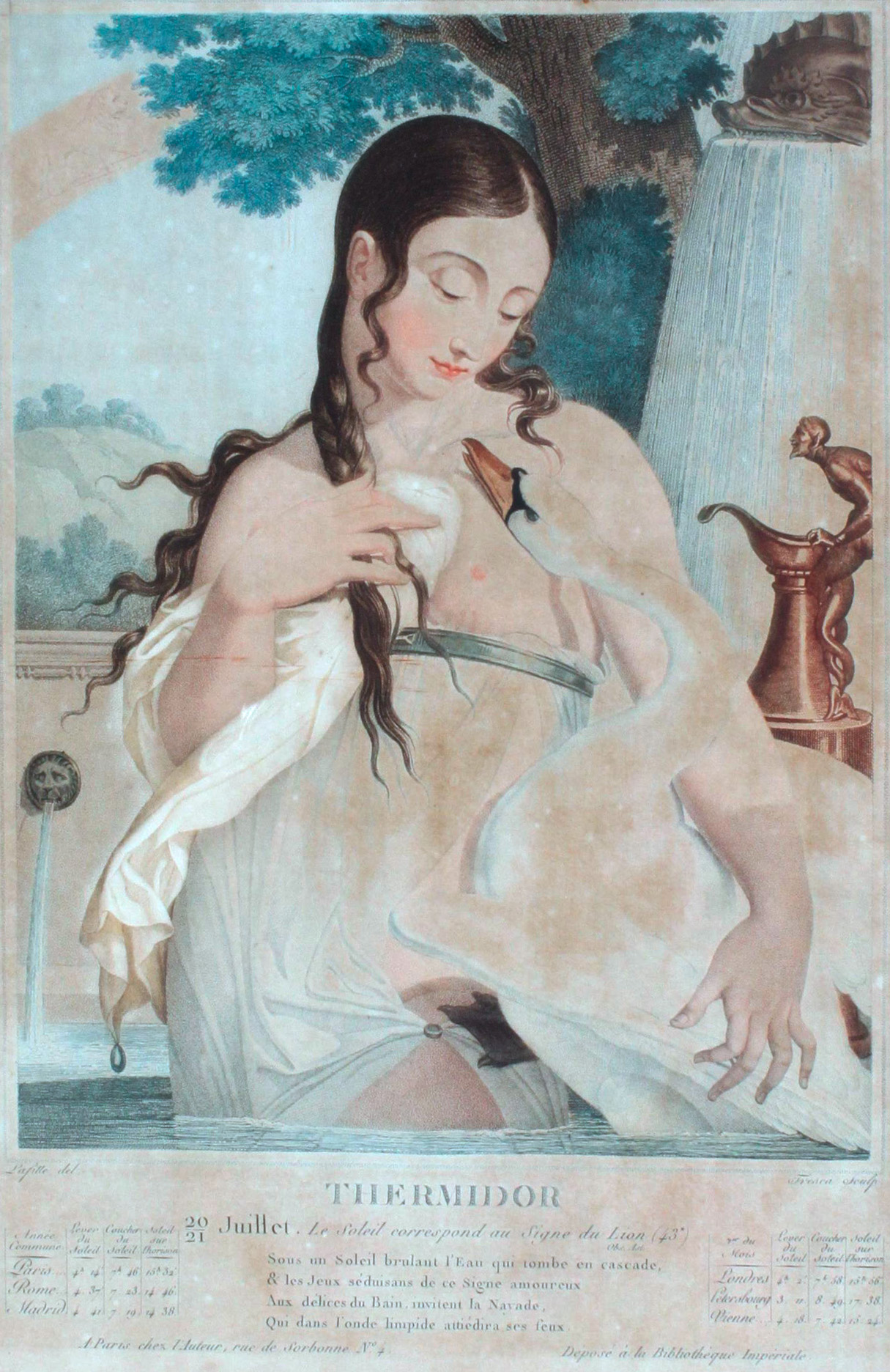
Louis Lafitte, Thermidor, eleventh month of the Republican Calendar, 1794

Termidor (em francês: thermidor) é o período na Revolução Francesa onde se encerra a fase conhecida como “Terror” e se interrompe a ditadura jacobina (1793-1794).
Até então, cada etapa da Revolução Francesa tinha sido um aprofundamento e uma radicalização da etapa anterior − o partido mais à esquerda subia ao poder e conduzia o processo revolucionário. Entretanto, com o 9 de Termidor (execução de Robespierre) e os eventos que vieram depois, iniciou-se um retrocesso no processo revolucionário. Embora o caráter burguês da Revolução Francesa confirme, até culminar no estabelecimento do Império Napoleônico.
O período é conhecido assim porque o golpe que resultou na queda dos robespierristas aconteceu durante o Termidor, décimo-primeiro mês do Calendário Revolucionário Francês, que esteve em vigor na França de 22 de setembro de 1792 a 31 de dezembro de 1805. O termidor correspondia geralmente ao período compreendido entre 19 de julho e 17 de agosto do calendário gregoriano, recobrindo, aproximadamente, o período durante o qual o sol atravessa a constelação zodiacal de Leão.
O nome se deve ao "calor solar e terrestre que incendeia o ar de julho a agosto", de acordo com os termos do relatório apresentado à Convenção em 3 de Brumário do ano II (24 de outubro de 1793) por Fabre d'Églantine, em nome da comissão encarregada da confecção do calendário.

## Contexto pré-termidoriano

### Jacobinos
Inicialmente os jacobinos eram formados por homens favoráveis à ampliação da representação política, no contexto da Assembleia Constituinte (1789-1791). Com os crescentes conflitos com a monarquia que resultaram na Fuga de Varennes (junho de 1791), os jacobinos passaram a defender o regime republicano, no que eram apoiados pelos sans-culottes de Paris, Os líderes montanheses, cada um à sua maneira, como Marat, Robespierre ou Saint-Just, uniram-se para exigir a morte do rei, em nome da salvação pública e da Revolução. Em 21 de janeiro de 1793, a execução de Luís XVI foi decretada, em junho do mesmo ano as lideranças moderadas dos girondinos são expulsas da Convenção. Depois são criados o Tribunal Revolucionário e o Comitê de Salvação Pública para conter os contrarrevolucionários e combater a invasão estrangeira. Exerce-se uma política de repressão ampla a qualquer sinal de oposição política, caracterizada como o Terror.

### Robespierre
Maximilien de Robespierre tornou-se a principal liderança jacobina durante o período do terror. Impulsionou a criação das instituições do governo de salvação nacional e arquitetou a eliminação facções rivais, tanto à esquerda, com o julgamento político dos Herbertistas (março de 1794), como à direita, com a execução dos indulgentes, com Danton à frente, em julho de 1794.

## Reação Termidoriana
A Reação Termidoriana se refere ao período da Revolução Francesa entre a queda de Robespierre em 9 Termidor II, ou 27 de julho de 1794, e a inauguração do Diretório em 1º de novembro de 1794.

### 8 de Termidor
A queda dos jacobinos tem início em 27 de julho, ou 8 de Termidor, quando na Convenção Nacional, Robespierre apresentou o requisitório anônimo contra os “patifes”. Ao contrário de sua expectativa, adiantou o golpe organizado por seus adversários que não admitiam a política terrorista dos jacobinos desmoronando sobre o peso das vitórias da França na fronteira.
Durante sua abstenção tanto da Convenção Nacional quanto do Comitê de Salvação Pública durante o mês de Messidor (Junho e Julho), Robespierre preparou seu discurso para o início do mês de Termidor, tanto para a Convenção Nacional quanto para o Clube Jacobino. Era uma defesa contra rumores e ataques tanto pessoais que se espalhavam desde o início do Reinado do Terror e a denúncia de uma conspiração antirrevolucionária que ele acreditava envolver membros da Convenção Nacional e os Comitês do governo, como o de Segurança Pública, citando nominalmente apenas três nomes – Pierre-Joseph Cambon, Francois René Mallarmé e Dominique-Vincent Ramel-Nogaret mas implicando diversos outros. Diversos membros viram em tal discurso um anúncio de Robespierre para um novo expurgo como os que já haviam atingido os Dantonistas e Hébertistas.

### 9 de Termidor
Em 9 de Termidor (27 de julho de 1794), Robespierre e seus seguidores foram feitos prisioneiros pelos seus adversários da Convenção. A Comuna de Paris tentou mobilizar uma insurreição contra as prisões, mas a pequena adesão dos sans-culottes fez com que os partidários de Robespierre em Paris caíssem sem a necessidade de um combate.
Hobsbawm descreve o declínio da república jacobina da seguinte forma:

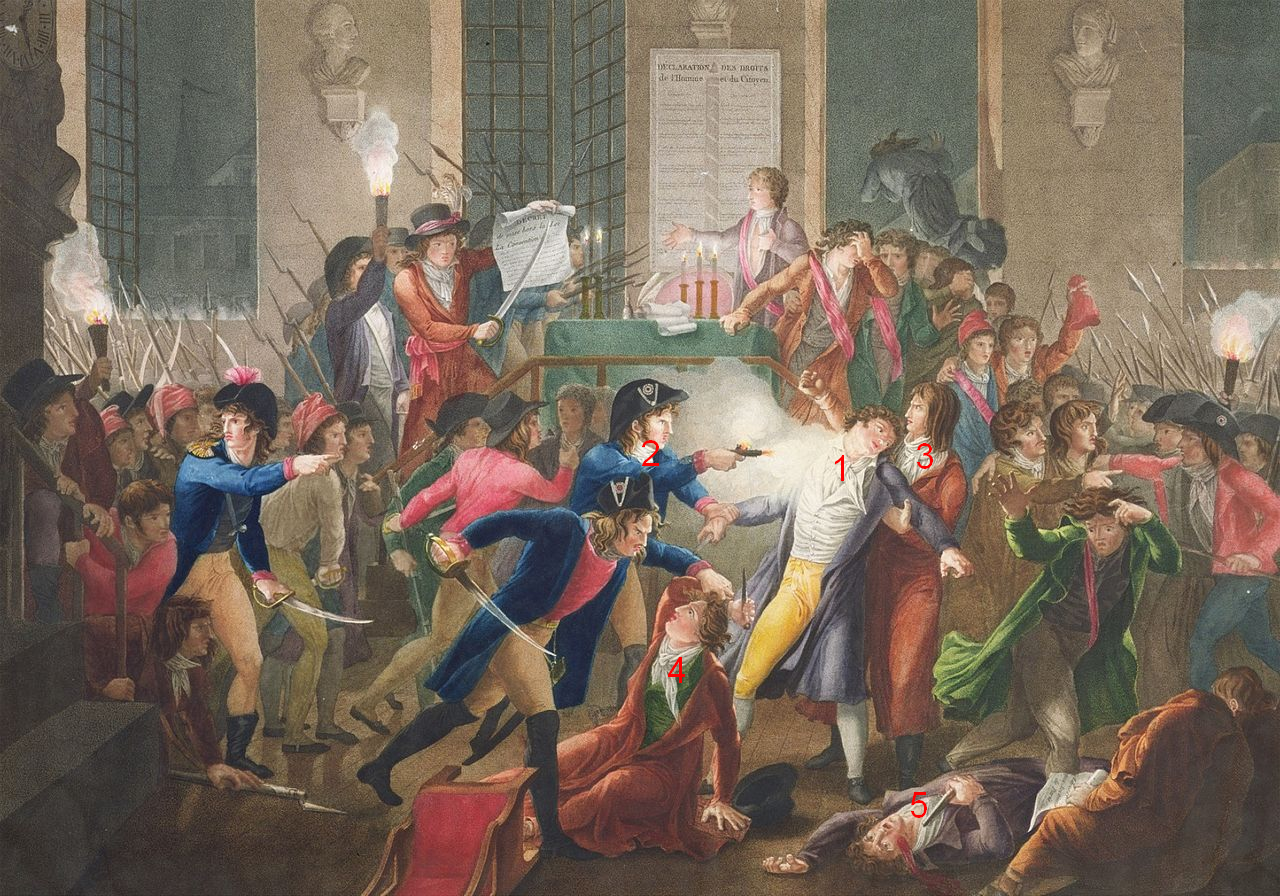
Jean-Joseph-François Tassaert, La Nuit du 9 au 10 thermidor an II (27 juillet 1794), Arrestation de Robespierre, 1796.

"O regime era uma aliança entre a classe média e as massas trabalhadoras; as concessões jacobinas e sans-culottes eram toleradas só porque, e na medida em que, ligavam as massas, ao regime sem aterrorizar os proprietários; e, dentro da aliança, os jacobinos da classe média eram decisivos. (...). Por volta de 1794, o governo e a polícia eram monolíticos e dominados ferreamente por agentes diretos do Comitê ou da Convenção (...). Por fim, as necessidades econômicas da guerra afastaram o apoio popular. Nas cidades, o controle de preços e o racionamento beneficiavam as massas, mas o correspondente congelamento salarial as prejudicava. No campo, o confisco sistemático de alimentos (que os sans-culottes das cidades foram os primeiros a advogar) afastou os camponeses".

### 10 de Termidor
Finalmente, em 10 de termidor (28 de julho de 1794), Maximilien de Robespierre foi executado juntamente com Saint-Just / Louis-Antonie de Saint-Just, Georges Couton e outros vinte robespierristas e 87 membros da Comuna de Paris, colocando fim a revolução jacobina e dando a vitória ao centro ou planície (ou como era chamado pelos jacobinos, pântano). Eles foram executados na mesma Praça da revolução / Praça da Concórdia que seus inimigos políticos, incluindo Luís XVI.
A atividade do Tribunal Revolucionário diminuiu consideravelmente e os termidorianos aboliram a Lei de 22 de Prairial, a qual privava dos acusados o direito de defesa (entretanto, o tribunal só foi extinto de vez em 12 de Prairial do ano III), introduzindo algumas garantias individuais nos procedimentos do Tribunal Revolucionário e limitando a autonomia dos representantes em missão.

## Pós-Termidor
Os problemas da Revolução não terminaram com a morte de Robespierre. Longos invernos dificultaram as colheitas, o encarecimento do pão, a liberação dos preços e a inflação dos assignats levaram a fome de volta aos vilarejos. Além disso, o núcleo inicial dos termidorianos não eram simpáticos ao cristianismo, mantendo o modelo de descristianização que dominava a república jacobina. Grande parte da nobreza que fora expulsa da França durante a fase mais violenta da Revolução, após o Termidor, finalmente retornou. Os que não foram expulsos perderam seus privilégios (isenção de impostos e direito de receber títulos feudais). Muitos presos políticos foram libertados e readmitidos no Parlamento.
Juntamente com uma maior liberdade, o pós-termidor deu início a uma explosão de novos jornais, vários inclusive da imprensa contrarrevolucionária, moderada e criptomonárquica, que queriam pôr fim ao governo revolucionário. Para atenuar o avanço dessas ideias, o governo criou a sua própria imprensa, republicana e que disputava com as demais o apoio do povo.  Os termidorianos fizeram uma série de reformas no plano administrativo que dividiu o Legislativo em dois Conselhos independentes com renovação anual de um terço, a fim de garantir a estabilidade. Além disso, formou-se um executivo chamado de Diretório, com cinco diretores, que renovava todos os anos um de seus membros, sem a possibilidade de reeleição nos cinco anos seguintes. Os Comitês de Vigilância e Prisão de Suspeitos foram eliminados e, nas comunas, um agente e um adjunto eleitos substituíram o corpo municipal.

## Regimes na França pós Termidor/República Jacobina
- Diretório (1795-1799);
- Consulado (1799-1804);
- Império Napoleônico (1804-1814);
- Restauração da Monarquia Bourbon (1815-1830);
- Monarquia Constitucional (1830-1848);
- Segunda República (1848-1851);
- Segundo Império (1852-1870).

## Termidor e Cultura
Foi a partir dos termidorianos que o termo “terreur” se desdobrou nas desinências e sufixos que possibilitaram os neologismos “terrorisme” e “terroriste”, dando suporte verbal para uma nova unidade conceitual do léxico político derivado da Revolução.
A chamada “Lagosta ao termidor” foi nomeada em homenagem ao mês revolucionário. Há controvérsias sobre sua criação: algumas fontes apontam que foi preparado pela primeira vez por Napoleão I durante o mês, outras apontam que foi criada por Tony Girod no Café de Paris, em 1894, para celebrar o lançamento de uma peça chamada “Thermidor” do dramaturgo Victorien Sardou.
Termidor é o nome dos quadrinhos de Neil Gaiman chamado “The Sandman”, a história sendo baseada no fim da Revolução Francesa. Além disso, um homem utilizando-se do nome “Thermidor” é o líder do grupo revolucionário ORCA no vídeo game “Armored Core: For Answer”. Ainda no jogo, o grupo realiza uma ofensiva chamada de “13 Thermidor”, e a narração do vídeo game explica da seguinte forma: para muitos, o caos começou no começo de Julho.
Existe uma música de Nana Mizuki chamada “Thermidor”. A letra fala sobre um amor ressignificado de acordo com a mudança brusca das personalidades das pessoas envolvidas na relação, mostrando uma interpretação contemporânea do termo. Ainda, os eventos da “reação termidoriana” são referenciadas no álbum da banda Shinobu chamado “10 Thermidor”, tendo canções chamadas “9 Thermidor” e “10 Thermidor”.